# Jazīreh-ye Khārkū
Jazīreh-ye Khārkū (persiska: جزيرۀ خارگو, جزيره خاركو, Jazīreh-ye Khārgū) är en ö i Iran.   Den ligger i provinsen Bushehr, i den centrala delen av landet, 700 km söder om huvudstaden Teheran. Arean är 3,1 kvadratkilometer.
Terrängen på Jazīreh-ye Khārkū är mycket platt. Öns högsta punkt är 9 meter över havet. Den sträcker sig 4,7 kilometer i nord-sydlig riktning, och 2,3 kilometer i öst-västlig riktning.